# Гидравлические механизмы
Гидравлические механизмы — аппараты и инструменты, использующие в своей работе кинетическую или потенциальную энергию жидкости. К гидравлическим механизмам относят гидравлические машины.
В таких механизмах сила высокого давления гидравлической жидкости преобразуется механизмами различных гидравлических моторов и цилиндров. Потоком жидкости можно управлять напрямую или автоматически — посредством управляющих клапанов. Распределение потока происходит по специальным гидравлическим шлангам и трубкам.
Гидравлические механизмы имеют большую популярность в машиностроении благодаря тому, что возможно передавать огромную энергию через тонкие трубки и гибкие шланги.

## Умножение силы и крутящего момента

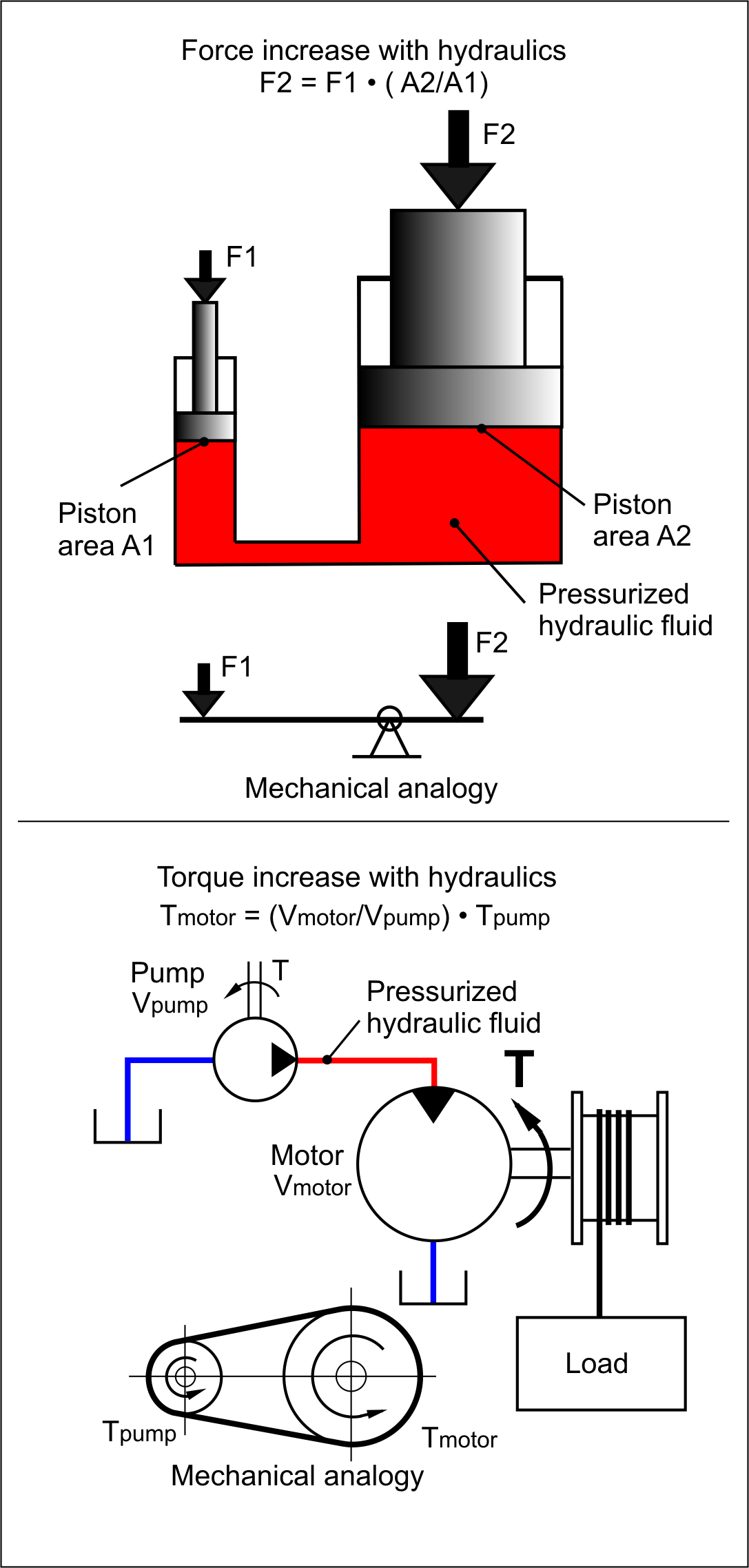
Примеры гидравлической силы и умножения вращающего момента.

Фундаментальной основой гидравлических систем является способность приумножать усилие или крутящий момент простым способом, без применения системы шестерён и рычагов. Это достигается изменением эффективной рабочей поверхности соединённых цилиндров или перемещением энергии от насоса к мотору.

### Примеры
1. два соединённых цилиндра:
Цилиндр C1 имеет диаметр 1 см, а цилиндр С2 — 10 см. Если сила воздействующая на С1 — 10 Н, сила воздействующая на С2 со стороны жидкости — 1000 Н, потому что цилиндр С2 по площади ({\displaystyle S=\pi r^{2}}) в 100 раз больше С1. Обратная сторона полученного преимущества в том, чтобы переместить цилиндр С2 на 1 см, необходимо переместить цилиндр С1 на 100 см.
2. насос и мотор:
Если гидравлический роторный насос, перемещающий 10 мл/об жидкости, соединён с гидравлическим роторным мотором, перемещающим 100 мл/об, прикладываемый момент для вращения насоса в 10 раз меньше, чем момент вращения мотора, но скорость вращения мотора будет в 10 раз меньше, чем насоса.

Оба примера можно называть гидравлической или гидростатической трансмиссией, имеющей точное передаточное число.

## Гидравлические схемы
Для того, чтобы гидравлическая жидкость могла совершить работу, поток жидкости должен поступить в силовой привод или мотор, а затем вернуться в ёмкость. Далее жидкость фильтруется и снова подаётся в насос (разомкнутая схема гидропривода). Путь прохождения жидкости называется гидравлической схемой, которые бывают нескольких типов.
В схемах с открытым центром используется насос, являющийся источником постоянного потока. Жидкость возвращается в ёмкость через управляющий клапан, под которым понимают гидрораспределитель с открытым центром, то есть когда клапан расположен в центральном положении, он открывает обратный путь для жидкости в ёмкость и высокого давления не создаётся. Когда же клапан приведён в действие, поток направляется или в силовой агрегат или в ёмкость. Давление жидкости будет расти, пока не получит сопротивление, далее насос будет иметь постоянный выход. Если давление жидкости станет слишком большим, жидкость начнёт возвращаться в ёмкость через предохранительный клапан (Pressure relief valve (англ.)). Различные управляющие клапаны могут соединяться последовательно. В схемах такого типа могут использоваться недорогие заменяемые насосы.
В схемах с закрытым центром полное давление доставляется на управляющие клапаны, вне зависимости от того, приведён клапан в действие или нет. Насосы изменяют свои выходные потоки, нагнетая очень слабый поток жидкости до тех пор, пока оператор не приведёт в действие клапан. Различные управляющие клапаны могут соединяться параллельно между собой, давление на каждом одинаково.

## Гидравлические системы с регулируемым и нерегулируемым гидроприводом
Существуют две основные конфигурации схем с закрытым центром, связывающие регулятор с насосом переменного потока жидкости:
Стандартная система с нерегулируемым гидроприводом (Constant pressure systems, CP-system, standard). В такой системе давление насоса всегда равняется давлению, установленному его регулятором. Установка регулятора должна перекрывать максимальное давление, создаваемое нагрузкой. Насос создаёт поток, равный сумме потоков всех потребителей. Такая CP-система имеет большие потери мощности, если выходная нагрузка меняется в широком диапазоне, а среднее давление в системе намного ниже, чем установленное регулятором. CP-система проста в изготовлении. Также работает и пневматическая система. В систему легко могут быть добавлены новые гидравлические компоненты, и она быстро реагирует на управление.
Система с нерегулируемым гидроприводом низкого давления (Constant pressure systems, CP-system, unloaded). Та же самая конфигурация, как и в стандартной CP-системе, только насос находится в состоянии ожидания, генерируя низкое давление, когда все клапаны находятся в нейтральном положении. Система имеет более медленную реакцию при приведении управляющих клапанов в рабочее положение, чем стандартная CP-система, зато увеличивается время жизни насоса.
Система с регулируемым гидроприводом (Load-sensing systems, LS-system) имеет меньшие потери, так как насос снижает и выходной поток и давление, подгоняя их к требованиям нагрузки, но требует более точной регулировки, чем CP-система, по отношению к устойчивости. LS-системе требуются также дополнительные логические клапаны, компенсаторы в клапанах направленного действия, таким образом система более сложна технически и имеет большую стоимость. В LS-системе возникают потери, которые зависят от падения давления на регуляторе насоса:
{\displaystyle \mathbf {Power~loss} =\vartriangle \mathbf {p} _{ls}\cdot \mathbf {Q} _{tot}}
Обычно {\displaystyle \vartriangle p_{ls}} берётся около 2 МПа (290 psi). Если скорость потока высокая, потери могут быть значительными. Потери также увеличиваются, если действующая нагрузка сильно меняется.

## Гидравлические насосы
Гидравлические насосы — гидромашины, которые преобразуют механическую энергию двигателя в энергию перемещаемой жидкости, повышая её давление. Разность давлений жидкости в насосе и трубопроводе обусловливает её перемещение. Гидравлические насосы поднимают жидкость на определённую высоту, подают её на необходимое расстояние в горизонтальной плоскости или заставляют циркулировать в какой-либо замкнутой системе.
Гидравлические насосы применяют в гидропередачах, назначением которых является передача механической энергии от двигателя к исполнительному рабочему органу, а также преобразование вида и скорости движения последнего посредством жидкости.

## Силовые приводы
В качестве силового привода служат различные силовые установки: двс, дизельные двигатели, электродвигатели.
Гидравли́ческие маши́ны (тж: гидромаши́ны) — энергетические машины, осуществляющие передачу механической энергии от  жидкости к движущемуся твёрдому телу или от движущегося твёрдого тела к жидкости.
Термин «гидравлические машины» является обобщающим для:
Гидравлических турбин
Турбин, в которых в качестве рабочего тела используется вода, применяющихся в качестве привода электрических генераторов на гидроэлектростанциях.
Гидравлических насосов
Гидравлических машин для создания потока жидкой среды.
Объёмных гидромашин
Гидравлических двигателей и насосов объёмного принципа действия, преобразующих энергию давления жидкости в механическую энергию (или наоборот) в процессе попеременного заполнения рабочей камеры машины жидкостью и вытеснения её из рабочей камеры.
Наравне с электрическими вращающимися машинами большинству гидравлических машин присуще свойство обратимости и возможность их работы как в качестве насосов, так и в качестве двигателей.
Термин «гидравлические машины» не следует путать с термином «гидрофицированные машины», под которыми в околотехническом речевом обиходе понимаются машины, привод рабочих органов которых выполнен посредством гидравлического привода.

## Гидравлические аккумуляторы
Гидравлическим аккумулятором называется гидроёмкость, предназначенная для аккумулирования энергии рабочей жидкости, находящейся под давлением, с целью последующего использования этой энергии в гидроприводе. В зависимости от носителя потенциальной энергии гидроаккумуляторы подразделяют на грузовые, пружинные и пневматические.
Гидроаккумуляторы поддерживают на заданном уровне давление, компенсируют утечки, сглаживают пульсацию давления, создаваемую насосами, выполняют функцию демпфера, предохраняют систему от забросов давления, вызванных наездом машин на дорожные препятствия. Также используются для достижения большей скорости холостого хода при совместной работе с насосами.

## Гидравлическая жидкость
Часто в роли гидравлической жидкости выступают гидравлические масла. Работа с ними требует соблюдения правил техники безопасности.

## Гидравлические фильтры
Часто устанавливаются в баке с гидравлической жидкостью. Иногда на схемах не обозначаются.